# 조엄 (삼국지)
조엄(趙儼, 171년 ~ 245년)은 중국 후한 말, 삼국 시대 위나라의 정치인이다. 자는 백연(伯然)이며 예주 영천군 양책현(陽翟縣) 사람이다.

## 행적
전란을 피하여 두습·파흠(繁欽)과 함께 재산을 통용하고 회계를 같이하여 한 집안을 이루었다. 조조가 헌제를 맞이하여 자신의 세력권인 영천군 허현(許縣)으로 천도하자, 파흠에게 조조가 중국을 구제할 것이라고 하고 건안 2년(197년)에 27세의 나이로 허로 올라가 조조를 알현하였으며 조조에게서 낭릉현장(朗陵縣長)으로 임명되었다. 낭릉의 많은 호족들이 거리낌 없이 통치에 따르지 않자, 심한 자들을 결박하고 조사하여 모두 사형으로 판결했다. 잡아 가두는 한편 표를 올려 풀어줄 것을 청했으므로, 단번에 위엄과 은혜를 같이 보였다. 상관 양안도위(陽安都尉) 이통의 인척이 죄를 짓자 사형으로 판결했는데, 당시 사람을 죽일 권한은 주목이나 태수에게 있었으나, 이통은 죄인의 구명을 청하는 처자의 읍소를 뿌리쳤고, 조엄이 법대로 처결한 것을 기뻐하여 친교를 맺었다.
원소가 남쪽으로 쳐들어오자, 원소의 고향 주인 예주의 여러 군은 원소의 호소에 응하였으며 오직 양안(陽安)만이 응하지 않았는데, 이통은 자신이 조조를 지지한다는 것을 분명히 밝히고자 하는 의도로 급히 호조를 걷으려 했다. 조엄은 민심이 어지러워지는 것을 막고자 하여 이통에게 호조를 걷는 것을 잠시 늦춰 주도록 하고, 순욱에게 편지를 보내 사정을 소상히 아뢨다. 순욱은 조조에게 이를 말하고 답장을 보내 걷은 조세를 모두 백성들에게 돌려 주도록 조치를 취하도록 했다. 사람들은 기뻐했고, 군은 안정되었다.
이후 중앙으로 불러들여와 사공연속주부(司公掾屬注簿)가 되었다. 당시 영천군 영음현(潁陰縣)에는 우금이, 같은 군의 양책현에는 악진이, 장사현(長社縣)에는 장료가 주둔하고 있었는데, 서로 협력하지 않았으므로 조엄이 세 군대의 참군(參軍)이 되어 매사에 가르쳐 화목하게 했다.
건안 13년(208년), 조조가 형주를 치러 나가면서 조엄에게 장릉태수(章陵太守)를 겸임하게 하고, 도독호군(都督護軍)으로 옮겨 우금·장료·장합·주령·이전·노초·풍해의 7군을 통괄했다. 승상주부(丞相注簿)로 복직하였고, 부풍태수가 되었다.
조조가 한수·마초 등의 옛 병사 5천여 명을 평난장군(平難將軍) 은서(殷署) 등에게 거느리게 하고, 조엄은 관중호군(關中護軍)으로 삼아 관중의 모든 군권을 맡겼다. 강족이 침입해 오자 은서 등을 거느리고 신평(新平)까지 추격하여 격파했으며, 둔전객 여병(呂竝)이 진창(陳倉)에서 모반하자 또 은서 등을 거느리고 이를 진압했다.
관우가 조인을 번성(樊城)에서 포위하자, 조엄은 의랑(議郞)으로써 조인의 군무에 참여하여 서황과 함께 나아갔다. 관우의 포위망이 견고하고 나머지 구원군이 도착하지 않아 서황은 포위를 풀 수 없었는데, 여러 장수들은 서황이 빨리 구원하지 않는다고 꾸짖었다. 조엄은 제장들에게 말하여 포위가 견고하고 현재 온 구원군의 전위 부대가 많지 않으며 조인과 따로 떨어져 있으므로 조인에게 구원군이 도착했음을 알려 격려하는 것이 중요하다고 하고, 만약 구원군이 늦은 일로 누군가 주륙되어야 한다면 자신이 제군들을 위해 그리 되겠다고 하였다. 제장들은 이를 기뻐하여 지하도를 파고 화살로 글을 쏘아 보내 조인에게 전했으며, 또 구원군이 당도하자 합쳐서 크게 싸웠다.
관우는 이미 물러났으나 수군을 면수에 남겨 양양으로 가는 길을 끊었는데, 손권이 관우의 치중을 습격하여 빼앗았다는 소식을 듣고 관우는 남쪽으로 달아났다. 조인은 제장들과 만나 회의하였는데, 모두 관우를 추격하여 사로잡자고 했다. 조엄은 손권이 두려워하는 것은 관우가 남쪽으로 돌아와 손권과 싸워 양쪽이 피로해진 데에 자신들이 편승하는 것이라고 하고, 또 고립된 관우를 추격할 경우 손권과 관우가 도리어 손을 잡고 이쪽을 칠지도 모르며, 아마 위왕(조조)도 이렇게 예상할 것이라고 주장했다. 조인 등은 추격을 그만뒀고, 조조는 관우가 달아났다는 소식을 듣고 제장들이 추격할까 염려하여 조인에게 빠르게 칙서를 보냈는데 조엄이 예상한 대로였다.
연강 원년(220년), 문제가 위왕을 계승하자 시중(侍中)이 되었고 얼마 후 부마도위가 되었으며, 하동태수·전농중랑장(典農中郞將)을 겸했다. 전임 태수 상서(尙書) 두기와 달리 과부를 많이 뽑아올렸는데, 문제가 이를 두고 두기를 힐난하자 두기는 조엄이 남편이 있는 여자를 과부라고 하고 보내고 있다고 했다. 황초 3년(222년), 관내후에 봉해졌다. 같은 해 문제가 대대적으로 동오를 쳐 조휴에게 다섯 주의 군사를 이끌고 출진하게 했고, 조휴는 조엄을 불러 군사로 삼았다. 전후 의토정후에 봉해졌고, 전임하여 탁지중랑장(度支中郞將)이 되었으며, 상서로 승진했다. 황초 6년(225년), 문제는 다시 오를 치러 광릉까지 갔다가 되돌아오면서 조엄을 남겨 정동사마(征東司馬)로 삼았다.
명제가 즉위하고서는 봉작이 올라 도향후(都鄕侯)가 되어 영읍 6백 석을 받았고, 감형주제군사(監荊州諸軍事)가 되어 가절(假節)을 받았다. 마침 병에 걸려 부임하지 못했고, 다시 상서가 되었으며 외직으로 나가 감예주제군사(監豫州諸軍事)가 되었다. 대사마군사(大司馬軍師)로 전임했으며, 내직으로 들어와 대사농이 되었다.
제왕이 즉위하고서는 감옹양제군사(監雍凉諸軍事)가 되었으며, 가절을 받았고 정촉장군(征蜀將軍)으로 전임했으며, 정서장군(征西將軍)·도독옹양(都督雍凉)으로 승진했다. 정시 4년(243년), 노환을 이유로 소환을 구하였고 과연 중앙으로 불러들여 표기장군이 되었다. 정시 6년(245년)에는 사공이 되었으나 이 해에 죽었다. 시호를 목이라 하였고, 아들 조정(趙亭)이 뒤를 이었다.

## 같이 보기
- 삼국지 인물 목록